# Чемпионат Казахстана по баскетболу 2015
Чемпионат Казахстана по баскетболу среди мужчин 2015 стартует 11 ноября 2015 года.

## Участники
В чемпионате участвуют 12 команд.
- Астана
- Атырау
- Алматы
- Капчагай
- Каспий
- Тобол
- Казыгурт
- Атырау-2
- Тобол-2
- Барс
- Кокшетау
- Иртыш